# Ladmovce
Ladmovce (węg. Ladamóc)– wieś (obec) na Słowacji położona w kraju koszyckim, w powiecie Trebišov. Pierwsze wzmianki o miejscowości pochodzą z 1298 roku. 
Według danych z dnia 31 grudnia 2012 roku, wieś zamieszkiwało 325 osób, w tym 171 kobiet i 154 mężczyzn.
W 2001 roku pod względem narodowości i przynależności etnicznej 9,48% mieszkańców stanowili Słowacy, a 86,78% Węgrzy.
Ze względu na wyznawaną religię struktura mieszkańców kształtowała się w 2001 roku następująco:
- Katolicy rzymscy – 16,95%
- Grekokatolicy – 6,03%
- Ewangelicy – 0,57%
- Ateiści – 0,57%
- Nie podano – 3,74%